# Alioune Tall
Pour les articles homonymes, voir Tall.
Alioune Tall, né le 1er août 1922, est un homme politique sénégalais, qui est plusieurs fois ministre avant et après l'indépendance et l'un de ceux qui partagèrent le sort de Mamadou Dia lors de la grave crise politique de décembre 1962 qui oppose celui-ci au président Senghor.

## Biographie
Né le 1er août 1922, il fréquente l'École primaire supérieure Blanchot de Verly à Saint-Louis, puis l'École normale William-Ponty. Il fait ses débuts dans l'administration le 11 octobre 1942, en tant qu'instituteur surnuméraire. Directeur de l'école de Sakal dans la région de Louga en 1950, il est nommé à Louga, d'abord comme adjoint en 1952, puis comme directeur entre 1955 et 1961.
En parallèle il est aussi conseiller territorial du Sénégal à Louga, de mars 1952 à mars 1957. 
Alioune Tall est nommé secrétaire d'État à la Présidence du Conseil, chargé de la Jeunesse et des Sports dans le gouvernement formé par Mamadou Dia le 21 avril 1959. Au moment de l'indépendance il est Ministre de la Jeunesse et des Sports dans le gouvernement formé le 7 septembre 1960. Dans celui du 13 mai 1961 il devient ministre des Transports et des Télécommunications, puis ministre délégué à la Présidence du Conseil chargé de l'Information dans le gouvernement du 12 novembre 1962. 
À la fin de l'année 1962 le conflit ouvert entre le président de la République Léopold Sédar Senghor et le président du Conseil de Gouvernement Mamadou Dia aboutit le 18 décembre 1962 à l'arrestation de Dia et de quatre de ses ministres, Valdiodio Ndiaye, Ibrahima Sar, Joseph Mbaye et Alioune Tall. Alors que ses compagnons se voient infliger des peines beaucoup plus lourdes – vingt ans –, Alioune Tall est condamné le 9 mai 1963 à cinq années de réclusion criminelle et transféré au centre pénitentiaire spécial de Kédougou. Contrairement aux autres inculpés, il purge sa peine entièrement.

### Filmographie
- « La crise éclair qu'a vécue Dakar » (en ligne, un document audiovisuel de l'INA de 1 min 23 s, retraçant la tentative de coup d'État de Mamadou Dia, diffusé à l'origine par les Actualités françaises le 26 décembre 1962)
- « Le Sénégal après la crise » (en ligne, un document audiovisuel de l'INA de 7 min 20 s, proposant un bilan après le coup d'État avorté de Mamadou Dia, diffusé à l'origine au cours du Journal télévisé de l'ORTF le 27 décembre 1962)
- Valdiodio N'Diaye : l'indépendance du Sénégal, un film de Eric Cloué et Amina N'Diaye Leclerc, Médiathèque des Trois Mondes, 2000
- Président Dia, un film de William Mbaye, Les films Mama Yandé et Ina, 2013 - [vidéo] « Visionner la vidéo », sur YouTube